# Łapszanka (potok)
Łapszanka – potok, lewy dopływ Niedziczanki o długości 15,45 km{.
Źródła potoku znajdują się na Zamagurzu, na wysokości około 940 m n.p.m., na północnych stokach Przełęczy nad Łapszanką (943 m). Spływa głęboką doliną w północno-zachodnim, a następnie północnym kierunku przez miejscowość Łapszanka położoną w jej dolinie. Zachodnie stoki tej doliny tworzy w dużym stopniu wylesiony grzbiet Zamagurza z wierzchołkami: Pawlików Wierch (1016 m), Piłatówka (1004 m) i Pusty Wierch (984 m), a wschodnie również w dużym stopniu wylesiony grzbiet ze szczytami: Na Wierch (896 m), Kuraszowskim Wierchem (1038 m) i Dudasowskim Wierchem (1038 m). Powyżej zabudowań miejscowości Łapsze Wyżne Łapszanka zmienia kierunek na wschodni, przepływa przez Łapsze Wyżne i Łapsze Niżne i w Niedzicy na wysokości 518 m n.p.m. łączy się z Kacwinianką, tworząc Niedziczankę.
Z grzbietów wznoszących się nad doliną Łapszanki spływają liczne potoki. Głównymi dopływami Łapszanki są:
- lewobrzeżne: Złotny Potok, Złoty Potok, Śmietaniak, Słatwiny, Marchwianik, Księży Potok, Kubuśków Potoczek, Podgórowy Potok, Jędrusiakowski Potok, Królowski Potok, Krzysiówki, Krzęczkówka;
- prawobrzeżne: Kacwiński Potok, Strzyżawkowy Potok, Kotarne, Smyrek, Medzypotoki, Ziębowski Potok, Gielatowski Potok, Barbarowski Potok, Dudasówka, Wsiankowski Potok[4].

Łapszanka na odcinku od swojego ujścia po dolinę Śmietaniaka tworzy granicę między Pieninami Spiskimi i Magurą Spiską. Wzdłuż biegu Łapszanki prowadzi lokalna droga z Łapsz Wyżnych do Jurgowa.